# Psitalia
Psitalia (grec: Ψυττάλεια) és una illa deshabitada del golf Sarònic a pocs kilòmetres de la costa del Pireu, Grècia. Abasta una superfície de 0,375 quilòmetres quadrats. L'illa acull actualment la planta de tractament d'aigües residuals més gran d'Europa, amb una capacitat d'assecatge màxima diària de 750 tones d'aigües residuals. Administrativament, forma part del municipi del Pireu.